# Brisbane (fleuve)
Pour les articles homonymes, voir Brisbane (homonymie).
Le Brisbane est un fleuve australien situé dans le Sud-Est du Queensland et qui traverse la capitale de l'État, Brisbane. Il se jette dans l'océan Pacifique au niveau de la baie Moreton.

## Géographie
Il est long de 344 kilomètres et a un bassin de 13 600 km2.
Sur la rivière se trouve le barrage Wivenhoe, formant le lac Wivenhoe, qui sert de principale réserve d'eau pour la ville de Brisbane.
Le fleuve prend sa source dans la cordillère australienne à l'est de Kingaroy. Il coule d'abord vers le sud et après avoir traversé Mount Stanley, Moore et Toogoolawah vient recevoir son affluent, la Stanley River, au sud du barrage Somerset. Le fleuve va ensuite rejoindre le lac artificiel Wivenhoe. Le fleuve serpente ensuite vers l'est recevant la Bremer près d'Ipswich avant d'aller rejoindre Brisbane pour se jeter dans la baie Moreton.

## Étymologie
L'explorateur John Oxley lui donna le nom du nom du gouverneur Thomas Brisbane en 1823.

## Transports
Un service de navettes fluviales, The CityCat ferry service, assure le transport de passagers sur la rivière à l'intérieur de la capitale. Une autre société, The Port of Brisbane, s'occupe des navires qui circulent sur le fleuve et dans la baie.

## Histoire
Avant la colonisation européenne, le fleuve Brisbane était spirituellement important et constituait une source de nourriture vitale pour les aborigènes de la nation Turrbal, principalement en pêchant dans les zones de marée en aval, avec la pêche et l’élevage au feu de camp dans les parties hautes où il y avait de l’eau douce, selon la saison.
Quatre explorateurs européens, le capitaine Cook, Matthew Flinders, John Bingle et William Edwardson avaient visité la baie Moreton mais n'avaient pas repéré l'embouchure du fleuve. Trois forçats naufragés qui s'étaient échoués là furent découverts par Oxley alors qu'il explorait la région à la recherche d'un point d'installation d'un nouveau pénitencier. Ces derniers avaient eu le temps d'explorer la région et de remonter la rivière jusqu'à Oxley Creek.
Le 2 décembre 1823, Oxley et son équipage, accompagné de deux des naufragés, Pamphlett et Finnegan, entreprirent de remonter le fleuve jusqu'à l'actuelle ville de Goodna. Oxley fut frappé par l'abondance des poissons et des grands pins. Les explorateurs qui remontèrent la rivière admirèrent la beauté sauvage du paysage.
À la suite de la création d'un premier point de peuplement en 1824, de nouveaux explorateurs comme Allan Cunningham, Patrick Logan et Edmund Lockyer firent des avancées plus approfondies et en 1825 le pénitencier de La baie Moreton fut transféré de Redcliffe à North Quay.
Depuis 1862, le fleuve a été dragué pour faciliter la navigation. Pendant tout le XXe siècle de grandes quantités de sable et de cailloux ont été enlevés du lit du fleuve qui a été longtemps utilisé ainsi comme une source de matériaux de construction. Ceci a permis le transport de marchandises entre Brisbane et Ipswich en attendant la création de la voie de chemin de fer entre les deux villes en 1875.
Les premiers débarcadères privés furent installés sur le fleuve en 1848. En 1866, une première retenue d'eau fut construite au confluent du Brisbane et de la Bremer pour retenir les cailloux qui bloquaient l'accès de la Bremer aux bateaux. Un premier signal lumineux d'alerte fonctionnant au kérosène fut mis en place en 1882.

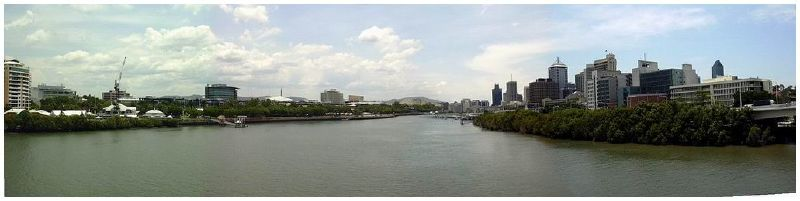
Le Brisbane dans la ville de Brisbane.

## Couleur
La rivière est brune pour plusieurs raisons : sa turbidité est due au fait qu'il s'agit d'un estuaire et que la marée provoque des turbulences qui empêchent les sédiments de se déposer, le défrichement dû à l'urbanisation depuis la colonisation a déstabilisé le chenal d'eau et augmenté la quantité de sédiments, et les travaux de dragage de l'embouchure du fleuve dans les années 1860 ont accentué l'influence des marées. Une solution envisagée pour retenir les sédiments sur les berges, et rendre à la rivière une couleur bleue, est de planter des Bacopa monnieri, endémiques, ce qui a été fait à Jindalee, une banlieue côtière de Perth,.